# Pterocryptis barakensis
Pterocryptis barakensis es una especie de peces de la familia Siluridae en el orden de los Siluriformes.

## Distribución geográfica
Se encuentra en el río Barak (cuenca del río Brahmaputra, India).